# 布赫雷尔-贝格斯反应
布赫雷尔-贝格斯反应，是羰基化合物（如醛類、酮類）与氰化钾及碳酸铵，或氰醇与碳酸铵直接反应生成乙内酰脲类化合物的反应。反应以德国化学家汉斯·特奥多尔·布赫雷尔（Hans Theodor Bucherer）和赫尔曼·贝格斯的名字命名。
酮氰醇得到较好的产率，而芳基及烷基醛有副反应。产物乙内酰脲通常能形成很好的晶体，用热无机酸能使乙内酰脲水解为氨基酸。
布赫雷尔-贝格斯反应的一个变体是布赫雷尔-利布反应，是使用稀的醇溶液作为反应介质，如含水50%的醇。这样对醛和酮的反应都有较好的产率。

## 反应机理
氰根离子与羰基化合物加成为羟腈，碳酸铵释放出的氨对羟腈发生SN2反应生成氨基腈，氨基腈的胺氮原子对二氧化碳发生亲核加成，生成含氰基的氨基甲酸。然后该氨基甲酸发生分子内环化，生成5-亚氨基噁唑烷-2-酮，最后噁唑烷酮通过一个异氰酸酯中间体重排为5,5-二取代的乙内酰脲。
这个机理基本上是布赫雷尔与施泰纳在1934年提出的机理，这个原始机理基本上就一直沿用下来。不过最初提出的机理中，错误地认为5-亚氨基噁唑烷-2-酮是通过一步直接重排为乙内酰脲。直到1980年代，研究才发现在上述两个物质之间还有一个异氰酸酯中间体。